# Hamburger Volkshochschule

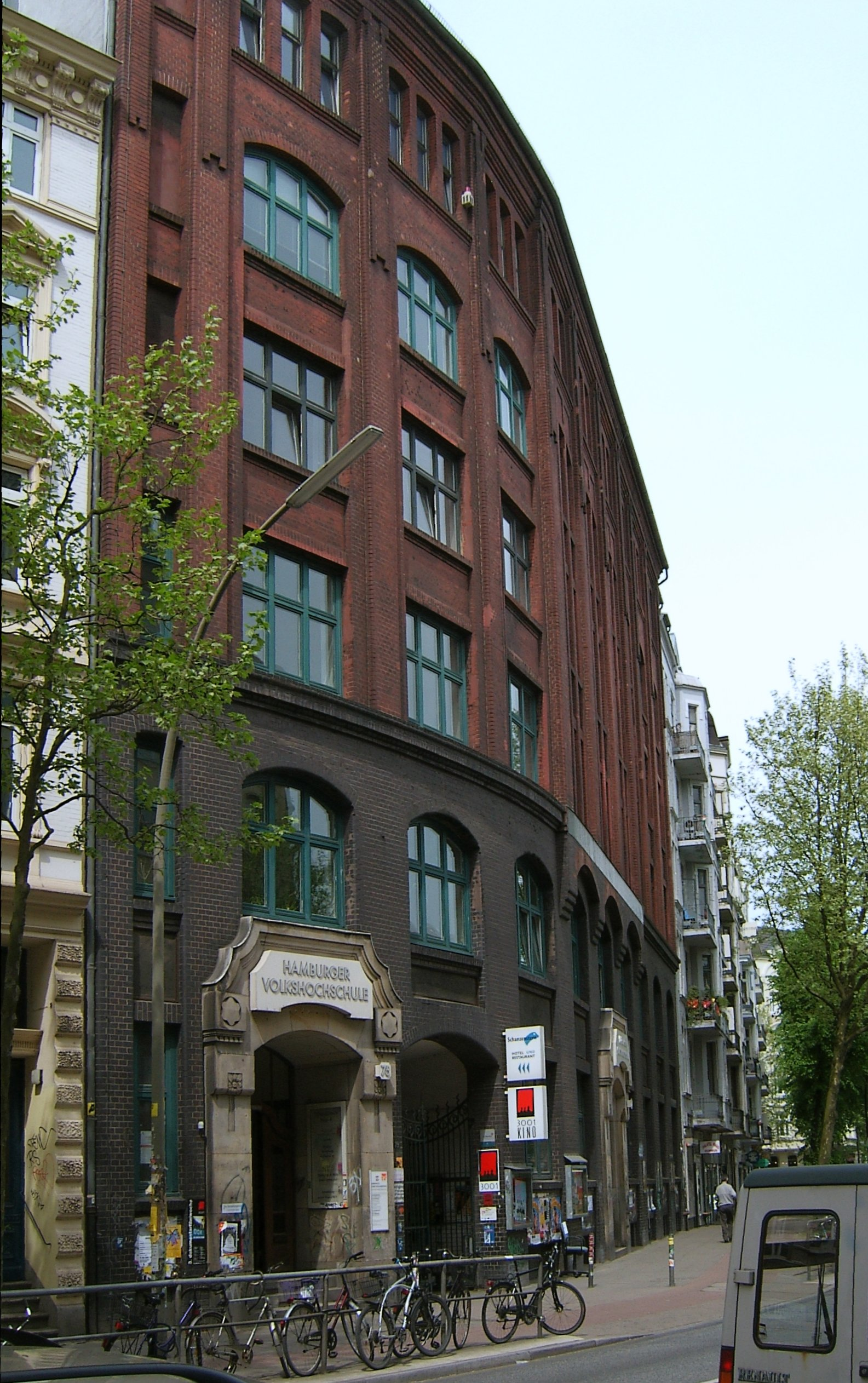
Seit 1991 nutzt die Hamburger Volkshochschule auch das ehemalige Verwaltungsgebäude von Montblanc in der Schanzenstraße

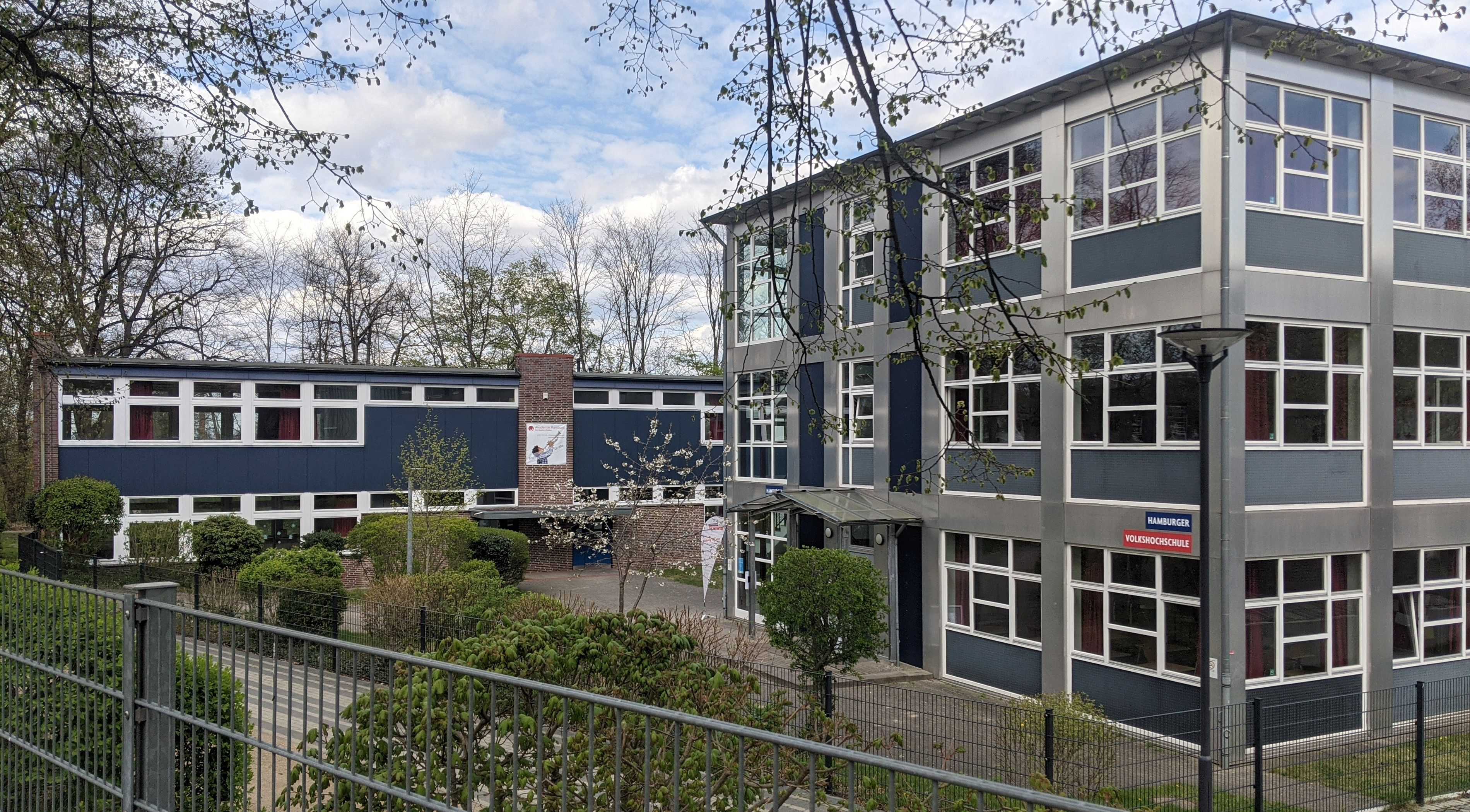
Volkshochschul-Filiale in Harburg

Die Hamburger Volkshochschule ist eine Öffentliche Einrichtung der Erwachsenen- und Weiterbildung. Ihr Wahlspruch lautet: Demokratie braucht Bildung.

## Geschichte
Gegründet wurde die Volkshochschule durch Beschluss der Hamburgischen Bürgerschaft im Jahr 1919. Die Einrichtung sollte Bildungsprivilegien abbauen und einen Beitrag zum Aufbau der Demokratie leisten.
Erster Direktor der Hamburger Volkshochschule war Rudolf Roß. Ihm folgte 1928 Kurt Adams. Adams wurde 1933 von den Nationalsozialisten entlassen. Kurt Meissner gehörte in der Bundesrepublik Deutschland zu den die Volkshochschule prägenden Persönlichkeiten. Meissner trat das Amt des Direktors 1967 an und hatte es 22 Jahre lang inne.
Im Jahr 1989 wurde die der Schulbehörde unterstehende Hamburger Volkshochschule zum Landesbetrieb der Freien und Hansestadt Hamburg.
Seit dem 1. Januar 2021 ist Uwe Grieger Direktor der Hamburger Volkshochschule.

## Kursangebot
Jährlich bietet die Hamburger Volkshochschule ca. 9000 Kurse an. Mit mehr als 112.000 Belegungen im Jahr ist die Volkshochschule der größte allgemeine Weiterbildungsanbieter in der Hansestadt.
Die angebotenen Kurse finden sowohl in Räumlichkeiten statt, über welche die Volkshochschule selbst verfügt, als auch in Schulen und anderen Gebäuden Hamburgs.
Das Angebotsspektrum der Hamburger Volkshochschule reicht von Deutschkursen, sogenannten Grundbildungskursen auf den Gebieten Lesen und Schreiben, Rechnen sowie Schreiben am PC bis hin zur Durchführung von Einbürgerungstests.
Angeboten werden Kurse zur Stärkung der Berufskompetenz, im Bereich Multimedia, Fotografie, Web und EDV.
Darüber hinaus werden Veranstaltungen durchgeführt, die sich Themen aus den Bereichen Gesellschaft und Politik oder Gesundheit und Umwelt widmen.
Besonders vielfältig ist das Programm in den Bereichen Kultur und Sprachen. Ausgebaut wurde auch das Thema Essen und Trinken mit vielfältigen Kochkursen in neuen modernen Küchen.
Mehr als 1700 Kursleiter gewährleisten die Durchführung des Angebots der Volkshochschule.
Für die einzelnen Kurse werden Entgelte in unterschiedlicher Höhe erhoben. Ermäßigungen der Entgelte sind auf Antrag möglich.